# Nightwing
Nightwing és un superheroi de ficció que apareix en còmics publicats per DC Comics. El personatge ha aparegut en diverses encarnacions, sent la identitat de Nightwing la més destacada per Dick Grayson quan es va reinventar del seu paper de vigilant Robin, el soci de Batman.
Tot i que Nightwing s'associa habitualment a Batman, el títol i el concepte tenen orígens en històries clàssiques de Superman. El Nightwing de DC Comics original era una identitat assumida pel superheroi alienígena quan es trobava a la ciutat de kryptoniana de Kandor amb el seu amic Jimmy Olsen. Inspirant-se en Batman i Robin, els dos protegeixen Kandor com els superherois Nightwing i Flamebird. Va aparéixer per primer cop a Superman nº158 (data de portada gener de 1963, però publicat el 8 de novembre de 1962). Després del reinici de la continuïtat de Crisis on Infinite Earths el 1985, Nightwing es va tornar a imaginar com un vigilant llegendari de Krypton la història del qual inspira l'elecció del nom de Dick Grayson quan deixa enrere la seva identitat Robin.
Altres històries de la família de personatges Batman han vist que coneguts i amics de Richard John "Dick" Grayson assumeixen breument el títol, inclòs el seu company d'alumnat de Robin Jason Todd. Mentrestant, les històries de Superman han vist que el fill adoptat de Superman, Chris Kent i Power Girl, prenen el nom de breus girs com Nightwing. Diversos altres personatges han pres el nom en històries situades fora de la continuïtat principal de DC, i a vegades el paper ha estat desocupat, com quan Dick Grayson va actuar com a Batman i després de fingir la seva mort.
El 2013, Nightwing va ser passar a ocupar el cinquè lloc dels millors 25 Heroes of DC Comics de IGN i Grayson com a Nightwing va ser el primer personatge masculí més sexy del còmic de ComicsAlliance el 2013.

## Biografia del caràcter fictici

### Era pre-crisi

#### Superman
Nightwing apareix per primera vegada a la història "Superman in Kandor" a Superman# 158 (gener de 1963). És un àlies usat per Superman en les històries prèvies a la Crisi. La història està ambientada a Kandor, una ciutat de Krypton que va ser arrebossada i conservada en una ampolla per Brainiac. A Kandor, Superman no té superpoders i es marca una llei fora del lloc a causa d'un malentès.
Per disfressar-se, Superman i Jimmy Olsen creen identitats vigilants inspirades en Batman i Robin. Com que ni ratpenats ni robins vivien a Krypton, Superman tria els noms de dues aus propietat del seu amic kandorià Nor-Kan: Nightwing per ell mateix i Flamebird per a Jimmy. Nightwing i Flamebird canvien el laboratori subterrani de Nor-Kan com a "Nightcave" i l'utilitzen com a seu secreta. També converteixen l'automòbil de Nor-Kan en el seu "Nightmobile" i utilitzen "cinturons a reacció" per volar a la batalla.
A Jimmy Olsen # 69 (juny de 1963), "The Dynamic Duo of Kandor" presenta Nighthound, el gos de Nightwing. A "The Feud Between Batman and Superman" a la final del Mundial # 143 (agost de 1964), els propis Batman i Robin visiten Kandor amb Superman i Olsen i els dos Dynamic Duos fan equip.

#### Van-Zee
A Superman Family # 183 (maig / juny de 1977), el cosí segon de Superman Van-Zee, d'aspecte similar, i el marit de la seva neboda Ak-Var ocupen les identitats de Nightwing i Flamebird. Els vigilants lluiten contra el crim a la seva ciutat com Superman i Olsen abans.

#### Dick Grayson
Tant Nightwing com Flamebird s’uneixen amb Batman i Robin per una aventura a Kandor que resulta important per al jove Dick Grayson. Quan Dick després renuncia al seu paper com a Robin el 1984, recorda l'aventura kandoriana i es torna a anomenar Nightwing, en homenatge a Batman i Superman. Després dels esdeveniments de Crisis on Infinite Earths que es va reiniciar de l'univers DC , Superman ja no té coneixement de Kandor; en canvi, recorda Nightwing com una llegenda urbana de Krypton, que comparteix amb un jove Dick Grayson.

### Post-Crisi

#### Figura mitològica kryptoniana
Després de la crisi, hi ha un origen diferent de la identitat de Nightwing. Alguns centenars d'anys abans del naixement de Kal-El, hi va haver un home kryptonià que va ser expulsat de la seva família i va decidir assumir la lluita contra el crim com el vigilant Nightwing. Quan Superman explica a Dick Grayson aquesta història, Dick pren el nom per ell mateix.

#### Dick Grayson
Dick Grayson es va convertir en Nightwing després de ser destituït del paper de Robin com a adolescent. El Flamebird de Grayson era Bette Kane. Va ser presentat en una sèrie Nightwing del 1995 al 2009; després de l'aparent mort de Wayne , Grayson es va convertir en el nou Batman, retirant posteriorment el seu mantell Nightwing temporalment.
El vestit de Nightys de Grayson era un vestit d'alta tecnologia especialment dissenyat per al seu estil acrobàtic de gran vol. Els botons i les botes contenien cadascun vuit compartiments en els quals podia emmagatzemar articles. Tenien incorporada una característica d'autodestrucció, semblant a la del cinturó d'estris de Batman, i, com una altra mesura de seguretat, el vestit contenia una càrrega de taser d'un sol ús, que emetia automàticament un xoc elèctric d'alta tensió quan algú intentava modificar-lo amb les botes o ganxos.
Les seccions de cada guant podrien contenir una gran varietat d'equips, com ara pellets sonors o de fum, batarangs modificats ("Wing-Dings"), càpsules de gas eliminatòries, traçadors llançables i un llançador de dards de punta sedant. El puntell dret també estava equipat amb un canó de 100.000 volts. Igual que els guants, els seus compartiments d'arrencada podrien portar equips vitals com ara flamarares, un respirador com a protecció contra les toxines que no tinguessin contacte a l'aire, un mini ordinador equipat amb fax, mòdem, GPS i una unitat de reescriptura minidisk. Altres articles eren rossinyols, una farmaciola de primers auxilis , un mini mòbil, punys flexius , assortiment d'antitoxines, dispositius d'escolta sense fils i una petita llanterna. Després de venir a Nova York, Dick va afegir-li un cinturó d'utilitat negre al seu vestit, eliminant la necessitat de les seves botes i guants.
Adossat a fundes carregades de primavera a la part posterior de la seva disfressa, Dick portava un parell de maces eskrima fabricades a partir d'un polímer irrompible que es portaven com a armes ofensives i defensives. Algunes representacions mostren aquestes eines amb el mecanisme per disparar un ganxo agafador enganxat a una línia oscil·lant, mentre que, en altres casos, poden actuar com a "canons de línia" similars als que fa servir Batman. Grayson també va poder llançar els clubs amb tanta habilitat (i possiblement a causa del seu disseny) que es recobrarien les parets i objectes per assolir diversos objectius, per després tornar a les seves mans. Aquests clubs també tenen la possibilitat de vincular-se i créixer de mida per fer-ne un personal, tal com es mostra en moltes sèries, com Teen Titans i Young Justice (Robin utilitza aquestes armes).

#### Superman
A Superman: The Man of Steel# 111 del 2001, Superman i Lois Lane viatgen a una versió de Krypton que posteriorment es va revelar que va ser creada pel vilà Brainiac 13 i basada en el període predilecte de Jor-El en la història de Krypton. Etiquetats com a criminals, Superman i Lois es converteixen en fugitius, adoptant les identitats de Nightwing i Flamebird per sobreviure, tal com van tenir Superman i Olsen a Superman # 158.

#### Tad Ryerstad
A Blüdhaven, un sociòpata anomenat Tad Ryerstad es converteix en un superheroi, inspirat en l'heroi retirat Tarantula. Pren el nom, "Nite-Wing", d'un deli de tota la nit especialitzat en ales de pollastre. L'inici inestable batega les persones per delictes lleus. Nite-Wing és afusellat a la primera nit i Dick Grayson, com el protector Nightwing de Blüdhaven, el defensa de la banda de Blockbuster, que creu que Nightwing ha estat ferit. Després que Nite-Wing sigui alliberat de l'hospital, mata la colla que el va posar allà. Sense adonar-se de com de violent és Ryerstad, Grayson accepta entrenar-lo. Els dos ataquen l'organització de Blockbuster, però són capturats i separats. Després que un agent encobert del FBI allibera Nite-Wing, Ryerstad el pega fins a la mort i, quan Grayson s'adona del que ha fet, Ryerstad fuig. Nightwing segueix a les pistes i ha detingut Nite-Wing per la policia. A la presó, Ryerstad és amic de cel·les amb Torque (Dudley Soames), però els dos se n'escapen atropellant el presoner Amygdala.

#### Jason Todd
Nightwing #118-122 es presentà amb Jason Todd que trepitja els carrers de la ciutat de Nova York sota la disfressa de Nightwing, copiant el vestit de Grayson.

#### Cheyenne Freemont
La història "One Year Later" presenta una dissenyadora de moda metahumana anomenada Cheyenne Freemont amb un vestit modificat de Nightwing per ajudar a Grayson.
Cheyenne va conèixer per primera vegada a Dick quan van estar junts amb una nit. Només van intercanviar noms l'endemà al matí, Cheyenne afirmant que és supersticiosa. Els dos van esmorzar junts i després va marxar. Quan va marxar un altre home va entrar al seu apartament. La va agredir per arreglar la seva "fontaneria" a la bata del seu bany. Ella el va colpejar amb una explosió telekinètica.
Dick va descobrir que Cheyenne era una dissenyadora de moda d'un amic seu de Bludhaven. Ella va topar amb Dick de nou després que accidentalment es convertís en un model per a ella. Després de veure retalls de diaris de Nightwing (Jason Todd), va començar a crear dissenys de temes superherois. Cheyenne portava un vestit de Nightwing per ajudar a Dick i Jason d'un monstre metahumà anomenat Jakob. La va menjar, però ella va utilitzar els seus poders per fer-lo volar per dins. A causa dels fets recents, la va deixar trencada i aviat va abandonar la ciutat de Nova York.

#### Power Girl
A Supergirl #6, Power Girl i Supergirl assumeixen la identitat de Nightwing i Flamebird en una història ambientada a Kandor, de la mateixa manera que en les històries originals abans de la crisi amb Superman.

#### Chris Kent
Chris Kent, fill del general Zod, era Nightwing durant Superman: New Krypton. En aquesta història, Superman s'acostava a la mort del seu pare adoptiu; també tractava amb 100.000 kriptonians que ara viuen a la Terra, que havia alliberat de les ciutats embotellades del vaixell de Brainiac (el mateix vaixell que contenia la ciutat de Kandor Kryptònia perduda). Al final del quart número de l'arc, un nou Nightwing i Flamebird apareixen a la Fortalesa de la Soledat de Superman per impedir que dos dels seguidors de Zod (que vivien a Kandor) alliberessin el General Kryptonià del seu empresonament de la Zona Fantasma. Tot vigilant el projector per evitar que els fidels de Zod l'alliberessin de la zona fantasma, tant Flamebird com Nightwing presenten poders que no són inherents a Kryptonians normals. Flamebird projecta flames de les seves mans, i Nightwing utilitza "telekinesi tàctil natural ".
La parella sembla més forta que la normal kriptoniana: assoleixen els dos fidels Zod amb un cop de mà. En una aparició posterior, el duo es veu a la ciutat de Gotham. A diferència dels retrats anteriors, sembla que Flamebird es creu que és la parella dominant. Quan els kriptònics dirigits per Zod i Alura fugen cap a un nou Krypton orbitant el Sol, Nightwing i Flamebird es queden a Gotham. A Action Comics# 875, es revela que Nightwing és el fill de Zod i Ursa, Chris Kent. La identitat de "Nightwing" es revela que es basa en una mítica criatura kriptònica, l'existència de la qual es vincula amb la de la seva bèstia parella, l'ocell de llama. Dins de la Zona fantasma, la ment de Chris va interactuar amb un tros de Brainiactecnologia, despertant una connexió de llarga durada amb el Nightwing i unint la seva ment amb la de Thara Ak-Var, que tenia una connexió amb el Flamebird.

## Versions alternatives
- Terry McGinnis il·lumina breument com a Nightwing a Batman Beyond # 4, després que el detectiu Ben Singleton afirma conèixer el passat de Dick Grayson com Nightwing, que es converteix en un fiasco mediàtic.

## Altres usos a DC còmics
A la sèrie DC Còmics Tangent Còmics, "Nightwing" és una organització governamental secreta que apareix a tota la sèrie. Encapçalats per Marcus Moore i Francis "Black Lightning" Powell,, que actuen per protegir els Estats Units i també oculten la veritable naturalesa de la participació de The Atom en la crisi dels míssils cubans.

## Sèrie en curs

### Arcs d'història
A partir de la creixent popularitat de Nightwing, DC Còmics va decidir provar les possibilitats del personatge amb un llibre únic i després amb una minisèrie.
Primer, a Nightwing: Alfred's Return #1 (1995), Grayson viatja a Anglaterra per trobar Alfred, que renuncia al servei de Bruce Wayne després dels esdeveniments de KnightSaga. Abans de tornar a la ciutat de Gotham, impedeixen que un terrorisme britànic destrueixi una trama per destruir el submarí "Túnel del Canal" al Canal de la Mànega .
Més endavant, amb la minisèrie de Nightwing (setembre de 1995 a desembre de 1995, escrita per Dennis O'Neil amb Greg Land com a artista), Dick planteja breument retirar-se de ser Nightwing per sempre abans que els papers familiars descoberts per Alfred revelessin un possible vincle entre l'assassinat del Graysons voladors i el príncep coronel de Kravia. Viatjant a Kravia, Nightwing (amb el seu tercer vestit) ajuda a atropellar l'assassí líder de Kravian i evitar una neteja ètnica, tot aprenent la veritable connexió dels seus pares amb el príncep.

#### Blüdhaven
El 1996, després de l'èxit de les minisèries, DC Còmics va llançar una sèrie mensual en solitari amb Nightwing (escrita per Chuck Dixon, amb art de Scott McDaniel), en la qual patrullà amb el municipi veí de Gotham de Blüdhaven.
Per petició de Batman, Dick es dirigeix a aquest antic centre balenà convertit en un centre industrial per investigar diversos assassinats vinculats al  gàngster de Gotham City Black Mask. En lloc d'això, troba una ciutat atrotinada per la corrupció policial i amb les agressions del crim organitzat consolidades per Roland Desmond, el gènere gegant Blockbuster.
Amb una ciutat indefensa per trucar a la seva, Nightwing decideix romandre a Blüdhaven fins que es trenqui el càrtel de Blockbuster. Això li permet estar prou a prop de Gotham per formar part de la família Batman, i prou lluny per tenir la seva pròpia ciutat, aventures i enemics. Treballa com a cambrer per mantenir l'orella a terra i treballa estretament amb Oracle (Barbara Gordon) per intentar netejar la ciutat. Blockbuster posa un contracte important al cap de Nightwing poc després, mentre que Grayson plora a l'inspector de policia de Blüdhaven, Dudley Soames, sense escrúpols, per obtenir informació sobre el tracte de la puntera. També durant la seva etapa a Blüdhaven, Nightwing ajuda a entrenar un combatent de carrer violent però entusiasta anomenat Nite-wing, que després mata un agent FBI encobert.

#### Last Laughi matar el Joker
Quan el metge li diu al Joker que s'està morint, va desfer el suc del Joker als interns de la Llosa, provocant una ruptura. Al final de l'arc, Nightwing és l'encarregat de matar el Joker contra els desitjos de Batman i Oracle. Nightwing es deprimeix i Oracle intenta treure'l d'ella. Poc després, Batman aconsegueix reviure el Joker.

#### Líder de la Lliga
Al cap de poc després que "No Man's Land" acabi, la JLA desapareix en una missió per localitzar Aquaman i Atlantis (The Obsidian Age). Abans d'esvair-se, Batman insta un pla de contingència, en el qual s'assemblaria un grapat d'herois per crear un nou JLA, format per Nightwing, Green Arrow, the Atom, Hawkgirl, Major Disaster, Faith, Firestorm i Jason Blood. Nightwing és triat com a líder fins que es trobin els JLA originals, liderant el grup contra la poderosa bruixa atlantina Gamemnae i ajudant a reanimar Aquaman per demanar la seva ajuda en l'enfonsament de l'Atlàntida, però posteriorment torna a la llista de reserves.

#### Graduation Day
Durant diversos anys, Nightwing lidera diverses encarnacions dels titans i es converteix en l'antic company més respectat de l'Univers DC. Tanmateix, al crossover Titans/Young Justice: Graduation Day, un androide Superman mata a Lilith i Troia, un esdeveniment que separa a Young Justice i als Titans. En el funeral de Troia, Dick declara estar cansat de veure morir amics i dissoldre l'equip, acabant oficialment amb els Titans. Uns mesos després, l'Arsenal persuadeix Nightwing a unir-se a un nou equip proactiu de lluita contra els delictes: els Outsiders, que caçarien vilans, actuant com a companys de treball més que no pas amb una família extensa. Accepta de mala gana.

#### Death of Blockbuster
Dick té un paper fonamental per exposar la corrupció al departament de policia de Blüdhaven. Tot i assolir els seus objectius originals, Dick continua com a oficial de policia durant el dia mentre passa nits com Nightwing, empenyent-se fins als seus límits i estrenyent les seves relacions. La línia entre la seva tasca policial i el seu vigilantisme va començar a difuminar-se, i en última instància, Amy Rohrbach (la seva amiga i oficial superior, que coneixia la seva identitat secreta) el dispara, en lloc de deixar-lo seguir amb mètodes qüestionables.
Donant la culpa errònia a Nightwing per la mort de la seva mare, el cap de la multitud Blockbuster bombardeja el complex d'apartaments de Dick Grayson i promet matar qualsevol persona a la vida de Dick. Quan arriba la vigilant Tarantula, Nightwing opta per no detenir-la quan dispara al vilà mort. Entra en estat catatònic després d'aquesta acció i Tarantula aprofita el seu trauma emocional per violar-lo. A la llarga, Nightwing s'escapa de la seva depressió i es fa responsable de la seva inacció. Capta Tarantula i el posa cap a ella i ell mateix a la policia. Amy, però, considera que el món necessita Nightwing lliure i així li impedeix ser acusat.
Tot i que, Dick ha destruït la corrupció policial i ha tret la major part del crim organitzat d'aquesta ciutat, però el seu paper en la mort de Blockbuster és encara una font de culpa enorme per a ell. Es retira del combat del crim, amb Tim Drake i Cassandra Cain com a substituts.
Grayson es trasllada a Nova York, on treballa estretament amb els Outsiders. Després que els "privilegiats" amenacin tant els forasters com la més recent encarnació dels adolescents titans, no obstant això, Nightwing s'adona que l'equip ha quedat "massa personal" i deixa de sortir.

#### Infinite Crisisi52
A causa d'una crisi de consciència, Dick adopta la nova persona dolosa de Renegade per infiltrar-se en la Societat Secreta de Super-villans de Lex Luthor. Aquesta incursió inclou Nightwing alineant-se amb Deathstroke, el seu enemic de molt temps per tal de fer un seguiment de la fabricació i distribució del sèrum verí de Bane i de mantenir consells sobre les activitats de la Societat a Gotham i Blüdhaven . Comença també a entrenar (i subtilment a convertir) la filla de Deathstroke, Ravager.
Deathstroke es venja de Nightwing quan Blüdhaven és destruït per la Societat. La Societat fa caure el super vilatà Chemo a la ciutat, matant 100.000 persones. Dick tracta de rescatar els supervivents, però és superat per intoxicació per radiació; Batman només serà rescatat per ell mateix. Nightwing confia que va deixar morir Blockbuster i li demana a Batman que el perdoni. Batman li diu que el seu perdó no importa; Dick ha d'anar més enllà de la mort de Blockbuster. Inspirat en el seu mentor, proposa a Barbara Gordon, que accepta la seva proposta amb un petó.
A continuació, Batman confia Nightwing per alertar a altres herois sobre el perill que representa la crisi. Dick vola a la Titans Tower, però a causa del caos derivat del desastre de Blüdhaven, l' atac de l'OMAC i altres esdeveniments relacionats amb les crisis, l'únic heroi que respon a la seva trucada és Conner Kent. Junts, localitzen i ataquen la torre d'Alexander Luthor, el centre de la crisi, només per ser repel·lida per Superboy-Prime. Prime està disposat a matar Nightwing quan intervé Conner, sacrificant-se per destruir la torre, posant fi a la destrucció de l'Univers.
Durant la batalla de Metròpolis, Nightwing pateix una ferida gairebé mortal d'Alexander Luthor quan intenta salvar la vida de Batman. Originalment, els editors de DC tenien la intenció de matar a Dick Grayson a Infinite Crisis segons va revelar Newsarama des del panell de DC de WizardWorld Philiadelphia:
| « | Es va tornar a explicar que Nightwing tenia la intenció de morir a Infinite Crisis i que es pot veure l'arc que suposadament acabaria amb la seva tràgica mort a la sèrie. Després de llargues discussions, l'edicte de la mort es va revertir finalment, però es va prendre la decisió que, si el mantindrien, l'haurien de canviar. Es va dir que el següent arc de la sèrie en curs explicarà els canvis. | » |

Salvat per la Justice Society, Nightwing es recupera amb Barbara al seu costat. Tan aviat com pugui tornar a caminar, Batman li demana que s'uneixi a ell i a Robin per recuperar el viatge original de Bruce per convertir-se en el Cavaller Fosc. Mentre Nightwing està vacil·lant, a causa del seu compromís amb Bàrbara, ella l'anima a anar i torna el seu anell de compromís perquè pugui prendre una decisió honesta per ell mateix. Bàrbara sent que és important que es redescobri a si mateix, i fins que no ho faci, encara no estan preparats per casar-se. Són bons termes, encara que abans de marxar, Dick li deixa un sobre que conté una fotografia d'ells com Robin i Batgirl, juntament amb l'anell de compromís d'una cadena i una nota prometent que tornarà un dia a ella.
Poc després del viatge amb Batman i Robin, Nightwing torna a Gotham, seguint el rastre d'Intergang. Treballa amb la nova Batwoman i Renee Montoya per impedir que Intergang destrueixi Gotham, apagant dotzenes de dispositius de foc que es reparteixen per la ciutat.

#### "One Year Later"
Un any després, Dick Grayson torna a la ciutat de Nova York (la seva anterior base amb els Teen Titans) per descobrir qui s'ha disfressat com a Nightwing. L'assassí impostor resulta ser l'ex Robin, Jason Todd. Grayson torna a dirigir els Outsiders, operant de forma encoberta i globalment.
Nightwing segueix un lladre blindat anomenat Raptor, que ell sospita que és responsable de sèries d'assassinat. Més tard, el propi Raptor és assassinat de manera similar a les altres víctimes per un assassí de contracte no vist, que procedeix a enterrar a Grayson viu. Nightwing s'allibera, preguntant-se quina relació hi ha entre la seva experiència i una veu misteriosa que li diu que se suposa que està "mort". Nightwing té problemes per trobar coses per mantenir-lo ocupat durant el dia a causa del repartiment al braç dret. Incapaç de les seves ferides, intenta sense sort trobar feina i continua investigant sobre el misteriós assassí.
En un moment donat, Dick accepta assistir a una festa per Bruce i la seva relació sembla que floreix. Bruce lloa a Dick pel seu èxit en el cas Raptor, i també esmenta que es fixi en l'edifici Landman que va acollir ex científics de Lexcorp; molt probablement els que van treballar en el projecte Raptor. Dick continua mantenint una estreta relació fraternal amb Tim Drake i ajuda a Tim a fer front a les seves nombroses pèrdues durant el darrer any.
Després de tractar el problema de Raptor, Nova York es veu afectada per un duo dolós anomenat Bride and Groom. Nightwing comença a perseguir aquests dos després d'alguns assassinats descarats, inclòs el de la família Lorens (amics íntims del seu després de l'incident del Raptor). Dick va començar a obsessionar-se per trobar-los, sense saber fins on estava disposat a anar per enderrocar-los. Finalment, va formar un equip improvisat amb alguns "vilans" per trobar-los. Els van localitzar i, després de matar part del seu "equip", Nightwing els va perseguir a una cova, on la núvia va començar una cova i els dos queden atrapats allà.
Nightwing, juntament amb un grup d'antics titans, són convocats de nou per Raven per ajudar l'actual grup d'adolescents a la batalla contra Deathstroke, que tenia com a objectiu l'últim equip per aconseguir als seus fills, Ravager i el Jericho ressuscitat . Nightwing i els altres antics titans continuen treballant amb l'equip actual poc després de la batalla amb Deathstroke per investigar el recent assassinat de Duela Dent.
Quan els companys externs van ser objectius de Checkmate, Nightwing accepta que el seu equip treballarà amb l'organització, sempre que les seves accions a Àfrica no s'utilitzin contra elles en el futur. Tanmateix, la missió no va tan bé com es pretenia, provocant que Nightwing, la reina negra i el capità Boomerang siguin capturats per Chang Tzu. Més tard, Batman és cridat per Mister Terrific que després rescata Nightwing i els altres. Després, Nightwing admet a Batman que, si bé accepta que és un líder excel·lent, no és adequat per dirigir un equip com els de fora, i ofereix la posició de lideratge a Batman.
Batman accepta el càrrec; tanmateix, considera que cal remetre l'equip per tal de dur a terme el tipus de missions que pretengui dur a terme. Com a tal, realitza una sèrie de proves per a l'equip. La primera audició implica Nightwing i el capità Boomerang que són enviats a una estació espacial sota atac de Chemo. Durant la missió, es produeix un enfrontament entre Nightwing i Boomerang, que s'ha cansat de lluitar per la redempció de persones com Batman i Nightwing. Després de colpejar de Nightwing, aconsegueix llançar-lo a la llançadora cap a la Terra i deixa l'equip. Després, Nightwing s'enfronta amb fúria a Batman. Batman no nega les seves accions i afirma que aquesta és la mena de coses que hauran de tractar els nous Outsiders. En aquest moment, Nightwing renuncia completament dels Outsiders, que Batman considera millor, considerant Nightwing massa bo per a aquest tipus de vida.
Per ajudar-se a recuperar el sentit del propòsit, Nightwing va optar per tornar-se a viure a la ciutat de Nova York i fer el paper de protector de la ciutat. Assumeix com a conservador de museu; i utilitza el museu com a nova base d'operacions. Durant el seu curt temps allà, Dick es torna a enfrontar amb Two-Face, que fa anys va lliurar la major derrota de Dick. Aquesta vegada, però, Dick derrota bé a Two-Face.

#### "Titans Return"
Nightwing s'uneix a un nou equip de titans, amb la mateixa llista dels New Teen Titans, per aturar una descendència de Trigon, que encara no s'ha nomenat, de la seva venjança sobre Raven i els Titans, de totes les generacions. Nightwing torna a dirigir l'equip i aconsegueixen impedir als fills de Trigon la realització del seu primer intent de destrucció global i de nou uns dies després.
Després de la derrota dels fills de Trigon, els titans són apropats per Jericó que havia quedat enganxat a l'habitatge del cos de Match, el clon de Superboy. Els titans van aconseguir alliberar a Jericó, però es van trobar una altra vegada en problemes, a causa del fet que la ment de Jericó s'havia trencat a causa de tots els cossos que ell tenia en el passat. Trencat entre el mal i el bé, Jericó posseeix el cos de Nightwing per evitar que sigui capturat. Durant aquest temps, Jericó obliga Nightwing a reviure tots els seus dolors. Poc després, va arribar el JLA amb la intenció de prendre Jericó. Malauradament no aconsegueixen aprehendre'l.
Després d'això, Nightwing decideix abandonar l'equip de nou, a causa dels esdeveniments de la història "Batman R.I.P." i, a causa de l'aparent mort de Batman, Nightwing considera que la seva atenció hauria de dirigir-se millor a la protecció de Gotham City.

#### "Batman R.I.P" i "Battle for the Cowl"
Com a precursor del "Batman R.I.P.", a la New York Comic Con 2008, DC Comic va regalar pins amb Nightwing, Jason Todd i Hush amb les paraules "I am Batman" a sota d'ells. Durant la història, Nightwing és emboscada pel Club Internacional dels Villans. Posteriorment és vist a l'Arkham Asylum, traient espuma per la boca i presumptament drogat, cregut pel personal de Pierrot Lunaire, membre del Club. Programat per a una lobotomia experimental pel mateix Arkham, l'ICoV va afrontar l'Asil, volent usar-lo com a esquer i Jezebel Jet, el promès de Bruce en aquell moment.
Com que la captura de Jezebel es revela que és una arengada vermella, a causa que ella forma part del Guant Negre, la lobotomia de Nightwing encara està pendent, però aconsegueix escapar superant a Le Bossu i unint-se a la pugna entre la família Batman, el Club Internacional. dels Herois i del mateix Guant Negre. Mentre es veu obligat a presenciar que Batman es va arrossegar a l'helicòpter de Simon Hurt i aparentment mor en una explosió ardent amb el seu enemic, va mostrar que sosté la capa de Batman, descartada durant la lluita.
Després dels esdeveniments de l'aparent mort de Batman durant Final Crisis, Nightwing ha tancat la seva botiga a Nova York per tornar a Gotham. Ha optat per renunciar a tenir un treball normal i, en canvi, pretén esforçar-se a protegir la ciutat. Després dels seus retorns, s'enfronta a Two-Face i Ra al Ghul, demostrant a dos dels més grans enemics del seu mentor que és igual a Batman després que els derrotés. També es troba amb la tasca de criar el fill biològic de Bruce Damian amb Alfred.
Durant els esdeveniments de la Battle for the Cowl, es diu que Nightwing s'ha tornat inabordable i menys emocional. És vist per les vitrines de Bat-Suit, encara plorant la pèrdua de Batman. Es diu que Nightwing resisteix la idea que algú necessiti prendre el mantell de Batman, malgrat els arguments de Robin i Alfred Pennyworth que cal que sigui necessari. [18] Més tard es revela que no té objeccions per convertir-se en el nou Batman, però se li va ordenar que no el missatge pregravat de Bruce per a ell, dient que Nightwing i Robin podien portar la torxa.
Posteriorment, Robin informa a Grayson que algú es disfressa com a Batman, utilitzant armes similars a les seves. Nightwing és més tard obligat a rescatar Damian després de ser emboscat per Killer Croc i Poison Ivy. No obstant això, el planador de Nightwing és abatut i els dos es veuen obligats a caure terra en un gratacel. Amb l'objectiu de donar temps a Damian per escapar, Nightwing s'ofereix fins a la plantilla que es troba després d'ells. Està a punt de ser afusellat quan el personatge de Batman va ser rescatat amb una calamarsa de tir de foc.
Això acaba conduint a Dick enfrontar-se a Jason Todd, que ha estat posant com a Batman. Després d'una llarga batalla entre tots dos, Jason rebutja l'ajuda de Dick, mentre que es penja a una sobresortint sobresortint la badia de Gotham, Jason es deixa caure a l'aigua. Després de tornar a la cova, Dick assumeix la identitat de Batman, amb Damian com a nou Robin.

#### The New 52
Al setembre de 2011,  The New 52  va reiniciar la continuïtat de DC. En aquesta nova línia de temps, el vestit de Grayson va canviar el color del "símbol Nightwing" de blau a vermell i l'emblema es va enrotllar per les espatlles, en lloc de viatjar pel braç pels dits mitjans i anells. El vestit també es va traslladar d'un aspecte uniforme ajustat a la pell a un vestit blindat de cos sencer, amb puntets com el de Batman, en lloc de simplement guants llargs.  Dick, juntament amb tots els altres membres de la Batfamily, va ser uns anys més jove que les encarnacions anteriors. Tot i ser als seus primers anys vint que a la meitat dels anys vint, se li va dibuixar una mica més curt que en el seu marc pre-rellançament. A partir del número 19 es va produir un canvi en el vestit.
Després dels esdeveniments de Flashpoint com a part de The New 52, Nightwing va ser rellançat amb el número 1. Grayson reprèn el paper de Nightwing després del retorn de Bruce Wayne. La nova sèrie, escrita per Kyle Higgins, s'obre amb Grayson tornant a Gotham, quan el circ de Haly arriba a la ciutat. A través d'una sèrie d'esdeveniments, Grayson hereta el circ i treballa a través de lluites internes amb el seu passat mentre investiga els secrets que ha provocat el circ.
Durant els esdeveniments de la Death of the Family, un crossover de la família Batman, el Joker és objectiu del circ de Haly. Com a resultat, es va cremar el circ i se'n van els membres del circ. Dick es deixa sentir deprimit i perdut a causa d'això i de la mort de Damian Wayne, el nou Robin, i està perdut pel que ha de fer amb la seva vida. Tanmateix, quan Sonia Branch li revela que creu que el seu pare, Tony Zucco, viu i viu a Chicago, Dick pren la decisió de derrocar-lo. Per tant, el 2013 Nightwing es trasllada a Chicago per caçar a Tony Zucco i també va enderrocar The Prankster, un nou hacker supervillà a Chicago.
Com a part de la història de Forever Evil, la identitat de Nightwing es mostra a tots els dispositius electrònics del món quan Superwoman es treu la màscara. Nightwing va ser capturat abans quan va portar Zsasz a Arkham Asylum i va equivocar Owlman per a Batman, el que porta a Owlman a fer fora Grayson. Actualment, Grayson és detinguda pel sindicat del crim. Owlman planeja demanar a Grayson que s'uneixi a ells per omplir el lloc de la Terra-3 de Richard Grayson, que era el taló de Owlman, que va morir quan el vigilant de la Terra-3 el va matar i va posar les seves parts del cos en caixes perquè Owlman el trobés.
Durant la seva captivitat, Nightwing és empresonat en una unitat de contenció construïda per contenir Doomsday, amb el cor vigilat per arrencar una bomba en cas que intentés escapar. L'aliança de Batman, Lex Luthor, Catwoman, el capità Cold, Bizarro, Sinestro, Manta Negre i Adam Black es trenquen a la Torre de guaita caiguda per alliberar-lo, però també per sabotejar el sindicat. Quan es detecten, la bomba s'activa per detonar en pocs minuts. Batman intenta alliberar Nightwing, però Luthor, creient que no hi ha temps, incapacita Batman i Catwoman abans d'ofegar-se de Grayson fins que els seus vitals cauen i apareix mort. La bomba està desactivada. Un Batman enfurismat comença a brutalitzar Luthor, mentre que Luthor intenta dir-li que pot haver-hi encara el moment de reanimar Dick abans que no se'n vagi per bé - i així ho fan. Tanmateix, amb la seva identitat secreta compromesa, abandona la persona de Nightwing i és convençut per Batmant per fingir la seva mort i infiltrar-se a l'organització Spyral.
El 21 de gener de 2014, DC Còmics va anunciar que la sèrie acabaria a l'abril amb el número 30. Va ser succeït per Grayson, una sèrie en solitari centrada en les gestes de Dick com a agent de Spyral. La sèrie va durar fins al juny del 2016 i va tenir lloc per una nova sèrie Nightwing amb DC Rebirth.

#### DC Rebirth
Després de la supressió del coneixement sobre la seva identitat secreta de la majoria del món en el número final de Grayson Dick va tornar a la identitat de Nightwing a la sèrie en solitari de l'era DC Rebirth, i els colors del vestit van tornar a canviar al tradicional negre i blau. Al començament de la sèrie (renaixement), Nightwing continua sent membre de la Cort dels Mussols (després de la guerra de Robin) i es dirigeix a missions arreu del món per a la Cort. Li donen un company anomenat "Raptor" i com Nightwing porta un vestit, però és molt més violent que Dick i en diverses ocasions, Dick ha d'intentar evitar que matin. Al llarg de l'arc de la història, Dick ha de treballar com un agent encobert, però també ha de mantenir la seva moral i no matar, encara que la Cort ho digui.

### Edicions col·leccionades
La major part de la sèrie de Nightwing original en curs es va recollir en diversos àlbums mentre es publicava la sèrie. A partir del 2014 la sèrie es va reimprimir, amb les noves edicions que van incloure material que havia estat omès de l'anterior tirada d'àlbums. Tant la nova sèrie 52 i DC Rebirth en curs han estat recollides en paperback comercials durant la publicació.
| Títol                                | Material reunit                                                                                             | Data de publicació | ISBN              |
| Àlbums Pre-sèries                    | Àlbums Pre-sèries                                                                                           | Àlbums Pre-sèries  | Àlbums Pre-sèries |
| ------------------------------------ | --- | ------------------ | ----------------- |
| Nightwing: Ties That Bind            | Nightwing: Alfred's Return #1; Nightwing Vol. 1 #1-4 (mini-series)                                          | setembre de 1997   | 978-1-56389-328-5 |
| Àlbums de les series regulars        | |                    |                   |
| Nightwing: A Knight in Blüdhaven     | Nightwing Vol. 2 #1-8                                                                                       | agost de 1998      | 978-1-56389-425-1 |
| Nightwing: Rough Justice             | Nightwing Vol. 2 #9-18                                                                                      | setembre de 1999   | 978-1-56389-523-4 |
| Nightwing: Love and Bullets          | Nightwing Vol. 2 #1/2, #19, #21-22, #24-29                                                                  | abril de 2000      | 978-1-56389-613-2 |
| Nightwing: A Darker Shade of Justice | Nightwing Vol. 2 #30-39; Nightwing: Secret Files and Origins (one-shot)                                     | desembre de 2000   | 978-1-56389-703-0 |
| Nightwing: The Hunt for Oracle       | Nightwing Vol. 2 #41-46; Birds of Prey #20-21                                                               | gener de 2003      | 978-1-56389-940-9 |
| Nightwing: Big Guns                  | Nightwing Vol. 2 #47-50; Nightwing: Secret Files and Origins (one-shot); Nightwing 80-Page Giant (one-shot) | febrer de 2004     | 978-1-4012-0186-9 |
| Nightwing: On the Razor's Edge       | Nightwing Vol. 2 #52, #54-60                                                                                | juny de 2005       | 978-1-4012-0437-2 |
| Nightwing: Year One                  | Nightwing Vol. 2 #101-106                                                                                   | agost de 2005      | 978-1-4012-0435-8 |
| Nightwing: Mobbed Up                 | Nightwing Vol. 2 #107-111                                                                                   | març de 2006       | 978-1-4012-0907-0 |
| Nightwing: Renegade                  | Nightwing Vol. 2 #112-117                                                                                   | novembre de 2006   | 978-1-4012-0908-7 |
| Nightwing: Brothers in Blood         | Nightwing Vol. 2 #118-124                                                                                   | març de 2007       | 978-1-4012-1224-7 |
| Nightwing: Love and War              | Nightwing Vol. 2 #125-132                                                                                   | octubre de 2007    | 978-1-4012-1463-0 |
| Nightwing: The Lost Year             | Nightwing Vol. 2 #133-137, Nightwing Vol. 2 Annual #2                                                       | març de 2008       | 978-1-4012-1671-9 |
| Nightwing: Freefall                  | Nightwing Vol. 2 #140-146                                                                                   | novembre de 2008   | 978-1-4012-1965-9 |
| Nightwing: The Great Leap            | Nightwing Vol. 2 #147-153                                                                                   | agost de 2009      | 978-1-4012-2171-3 |
| Miscellaneous                        | |                    |                   |
| Nightwing/Huntress                   | Nightwing/Huntress #1-4 (mini-series)                                                                       | gener de 2004      | 978-1-4012-0127-2 |

#### Noves edicions
| #     | Títol                     | Material reunit                                                                                | Data de publicació | ISBN              |
| Àlbum | Àlbum                     | Àlbum                                                                                          | Àlbum              | Àlbum             |
| ----- | ------------------------- | ---------------------------------------------------------------------------------------------- | ------------------ | ----------------- |
|       | Old Friends, New Enemies  | Material from Secret Origins Vol. 2 #13; material from Action Còmics Weekly #613-618, #627-634 | agost de 2013      | 978-1-4012-4044-8 |
| 1     | Blüdhaven                 | Nightwing Vol. 1 #1-4; Nightwing Vol. 2 #1-8                                                   | desembre de 2014   | 978-1-4012-5144-4 |
| 2     | Rough Justice             | Nightwing Vol. 2 #9-18, Nightwing Annual #1                                                    | juny de 2015       | 978-1-4012-5533-6 |
| 3     | False Starts              | Nightwing/Huntress #1-4; Nightwing Vol. 2 #1/2, #19-25                                         | gener de 2016      | 978-1-4012-5855-9 |
| 4     | Love and Bullets          | Nightwing Vol. 2 #26-34, #1,000,000; Nightwing Secret Files and Origins #1                     | abril de 2016      | 978-1401260873    |
| 5     | The Hunt for Oracle       | Nightwing Vol. 2 #35-46; Birds of Prey #20-21                                                  | novembre de 2016   | 978-1401265021    |
| 6     | To Serve And Protect      | Nightwing Vol. 2 #47-53; Nightwing 80-Page Giant #1                                            | juliol de 2017     | 978-1401270810    |
| 7     | Shrike                    | Nightwing Vol. 2 #54-60; Nightwing: Our Worlds At War #1; Nightwing: Targets #1                | febrer de 2018     | 978-1401277567    |
| 8     | Lethal Force              | Nightwing Vol. 2 #61-70                                                                        | novembre de 2018   | 978-1401285050    |
|       | Nightwing by Peter Tomasi | Nightwing Vol. 2 #140-153                                                                      | gener de 2020      | 978-1401291716    |

#### The New 52
| #     | Títol               | Material reunit                                                            | Data de publicació | ISBN              |
| Àlbum | Àlbum               | Àlbum                                                                      | Àlbum              | Àlbum             |
| ----- | ------------------- | -------------------------------------------------------------------------- | ------------------ | ----------------- |
| 1     | Traps and Trapezes  | Nightwing Vol. 3 #1-7                                                      | octubre de 2012    | 978-1-4012-3705-9 |
| 2     | Night of the Owls   | Nightwing Vol. 3 #0, #8-12                                                 | juliol de 2013     | 978-1-4012-4027-1 |
| 3     | Death of the Family | Nightwing Vol. 3 #13-18; Batman (vol. 2) #17, and part of Young Romance #1 | desembre de 2013   | 978-1-4012-4413-2 |
| 4     | Second City         | Nightwing Vol. 3 #19-24                                                    | juliol de 2014     | 978-1-4012-4630-3 |
| 5     | Setting Son         | Nightwing Vol. 3 #25-30, Annual #1                                         | desembre de 2014   | 978-1-4012-5011-9 |

#### DC Rebirth
| #        | Títol              | Material reunit                                           | Data de publicació | ISBN           |
| Àlbum    | Àlbum              | Àlbum                                                     | Àlbum              | Àlbum          |
| -------- | ------------------ | --------------------------------------------------------- | ------------------ | -------------- |
| 1        | Better Than Batman | Nightwing: Rebirth #1 and Nightwing Vol. 4 #1-4, 7, and 8 | gener de 2017      | 978-1401268039 |
| 2        | Back to Blüdhaven  | Nightwing Vol. 4 #9-15                                    | juny de 2017       | 978-1401270858 |
| 3        | Nightwing Must Die | Nightwing Vol. 4 #16-21                                   | setembre de 2017   | 978-1401273767 |
| 4        | Blockbuster        | Nightwing Vol. 4 #22-28                                   | gener de 2018      | 978-1401275334 |
| 5        | Raptor's Revenge   | Nightwing Vol. 4 #30-34                                   | maig de 2018       | 978-1401278816 |
| 6        | The Untouchable    | Nightwing Vol. 4 #35-43                                   | setembre de 2018   | 978-1401287573 |
| 7        | The Bleeding Edge  | Nightwing Vol. 4 #44-49, Annual #1                        | gener de 2019      | 978-1401285593 |
| Hardback |                    |                                                           |                    |                |
| 1        | 1                  | Nightwing: Rebirth and Nightwing Vol. 4 #1-15             | octubre de 2017    | 978-1401273750 |
| 2        | 2                  | Nightwing Vol. 4 #16-29                                   | maig de 2018       | 978-1401278922 |
| 3        | 3                  | Nightwing Vol. 4 #29-43                                   | gener de 2019      | 978-1401285678 |

#### Altres col·leccions
- Batman: Cataclysm (Nightwing Vol. 2 #19-20)[23]
- Batman: New Gotham, Vol. 2: Officer Down (Nightwing Vol. 2 #53)[24]
- Batman: Bruce Wayne: Murderer? (Nightwing Vol. 2 #65-66)[25]
- Batman: Bruce Wayne: Fugitive Vol. 1 (Nightwing Vol. 2 #68-69)[26]
- Batman: Bruce Wayne: Murderer? (New Edition) (Nightwing Vol. 2 #65-66, 68-69)[27]
- Batman War Games Book 1 (Modern Edition) (Nightwing Vol. 2 #96)[28]
- Batman War Games Book 2 (Modern Edition) (Nightwing Vol. 2 #97-98)[29]
- Batman: The Resurrection of Ra's al Ghul (Nightwing Vol. 2 #138-139)[30]
- Batman: Night of the Owls (Nightwing Vol. 3 #8-9)
- The Joker: Death of the Family (Nightwing Vol. 3 #15-16)
- Batman: Night of the Monster Men (Nightwing Vol. 4 #5-6)
- Dark Nights: Metal: The Resistance (Nightwing Vol. 4 #29)

## En altres mitjans

### Televisió
- Nightwing apareix a The New Batman Adventures, doblat per Loren Lester. Al final de l'episodi "Sins of the Father", Dick Grayson debuta quan remarca que "ningú no pot ser un noi meravelles per sempre". A l'episodi "You Scratch My Back", Nightwing fa el seu debut en l'episodi complet i troba un inversionari poc probable a Catwoman per intentar exposar una operació de contraban de sud-americà a la ciutat de Gotham. Aquest episodi destaca Nightwing, fa referència a la seva relació amb Batgirl (Barbara Gordon) i il·lustra la seva tensa relació amb Batman. L'episodi també conté una seqüència: mostra Nightwing al seu altell i carregant la nit a la moto mentre toca la seva música temàtica, culminant amb un tret en què es troba siluetat contra la lluna. A l'episodi "Old Wounds", Nightwing explica a Robin (Tim Drake) que ell va lluitar amb Batman per la naturalesa que controlava el darrer i va veure com un enfocament innecessàriament dur, provocant que Dick abandonés Gotham com a resultat i torni anys després. Nocturn Finalment, es reconcilia parcialment amb el seu anterior mentor i treballa amb Batman diverses vegades durant el transcurs de la sèrie. Nightwing també apareix als episodis "Joker's Millions", "Over the Edge", "Animal Act" i "Chemistry".[31]
- A Batman Beyond (establert molts anys en el futur), l'uniforme de Nightwing (o almenys una còpia) penja a la Batcova. A l'episodi "Lost Soul", Batman (Terry McGinnis) presta la màscara de Nightwing quan el seu propi Batvestit personal es reprograma amb la personalitat d'un home de negocis mort. En la pel·lícula Batman Beyond: Return of the Joker, Batman li pregunta si tots els associats del Batman original eren amargues quan van sortir a la qual Barbara Gordon respon "... mirar cap amunt Nightwing té algun dia. Ell té històries".
- Nightwing té un aspecte de cameig a l' episodi de la Justice League Unlimited "Grudge Match". Quan Black Canary entra a Blüdhaven, Nightwing es pot veure al terrat al costat de dues gàrgoles.
- Nightwing apareix a l' episodi de Teen Titans "How Long is Forever?", doblat per Scott Menville . Nightwing és la identitat de Robin vint anys en el futur.
- Nightwing ha estat presentat a The Batman, doblat per Jerry O'Connell. A l'episodi "Artifacts", l'any 3027 té retrocessos de l'any 2027 que presenta Nightwing. Tot i que ha estat actiu durant una dècada com a Nightwing, segueix sent anomenat "Robin" per Batman i Oraclemolt per la seva molèstia. A l'episodi "La cara de metall de la comèdia", Nightwing (amb el seu vestit original) apareix com a personatge de videojocs de Dick Grayson en un joc de rol en línia .
- A Batman: The Brave and the Bold, Dick Grayson (doblat per Crawford Wilson) fa la seva transcendència de Robin a Nightwing al final de l'episodi "Sidekicks Assemble!" i apareix com Nightwing en episodis posteriors. El seu vestit es basa en el vestit Tals of the Teen Titans # 44.
- Una sèrie d'animació Nightwing estava en desenvolupament abans de ser prestada a favor de Young Justice.[31]
- A Young Justice: Invasion, Dick Grayson, de 19 anys (doblat per Jesse McCartney), és considerat com Nightwing. Nightwing s'ha convertit en líder de l'equip, assignant missions als seus amics i de vegades lluitant colze a colze amb ells. Al final de la invasió, deixa l'equip.
- A Young Justice: Outsiders, Dick Grayson, de 21 anys, és ara el líder dels Outsiders.
- El 31 d'agost de 2017, es va revelar que l' actor Brenton Thwaites va interpretar a Dick Grayson per a la propera sèrie web Titans.La sèrie es basa en l' equip Teen Titans, més tard conegut simplement com Titans, dels còmics, del qual Dick Grayson és membre freqüent. A l'episodi Asil, Dick crema el seu vestit de Robin, ja no vol ser Robin i busca una nova identitat. Dick després assumirà el mantell de Nightwing a la temporada 2.[32]
- Lucius Fox fa referència a Nightwing a l' episodi de Gotham "They Did What?" quan esmenta el "Projecte Nightwing" a Bruce Wayne. Entra en joc mentre Bruce i Selina posen el dispositiu a Bane convocant bats per distreure-li a mesura que s'escapen.[33]

### Cinema

#### Acció en directe

##### Sèrie de pel·lícules de Batman
En la segona aparició del personatge dins de la sèrie de pel·lícules, Batman i Robin, Dick Grayson persegueix ser un vigilant pel seu compte i porta el disseny de vestits de Nightwing. Amb Chris O'Donnell representant el paper de la pel·lícula anterior, el personatge continua passant pel seu àlies Robin.

##### DC Extended Universe
El 23 de febrer de 2017, es va informar que Warner Bros. Pictures estava desenvolupant una pel·lícula d'acció en viu Nightwing centrada en el personatge, ambientada al DC Extended Universe, amb Bill Dubuque escrivint el guió i el director de The LEGO Batman Movie Chris McKay va signar a dirigeix la pel·lícula.
Discutint per què li agrada el personatge i va inscriure's en el projecte, McKay va citar la personalitat i la formació del showman del personatge com a animador i va mostrar la seva il·lusió per representar-ho a la pel·lícula. Posteriorment va declarar que vol introduir una adaptació completa del personatge, cosa que fins ara no s'havia fet en interpretacions cinematogràfiques anteriors. McKay va continuar afirmant que el plantejament dirigit pel director és per això que estima Warner Bros. i com la franquícia es diferencia dels altres universos populars compartits. En una entrevista amb Cinemablend, McKay va confirmar que la pel·lícula reconeixria el passat del personatge titular del material d'origen, inclòs el seu temps com a part del Haly's Circus, i també va reafirmar que la pel·lícula serà una pel·lícula d'acció senzilla, amb un ús mínim d'efectes especials CGI i realisme fonamental.

#### Animació
- Dick Grayson apareix com Nightwing in Batman: Under The Red Hood, doblat per Neil Patrick Harris. Primer apareix patrullant amb Gotham al costat de Batman, oferint-li ajuda quan el va trobar lluitant contra un grup de contrabandistes. També va estar present durant una de les primeres batalles amb Red Hood (Jason Todd), on va obtenir una lesió a la cama fent que se sentís fora de la batalla final entre Batman i Red Hood.
- Nightwing apareix a Son of Batman, amb Sean Maher que dóna veu el personatge. Sembla que deté Damian Wayne de l'assassinat de l'Ubu derrotat i greument ferit. Després d'una batalla perllongada (que es produeix fora de la pantalla, tot i que després es veuen uns quants trets durant els crèdits), Nightwing aconsegueix sotmetre i lligar el noi, tot i que acaba amb una gran quantitat de talls d'espasa importants. Al final de la pel·lícula, pilota el Batwing per rescatar Batman, Talia i Damian.
  - A Batman vs. Robin, Nightwing torna a ajudar a entrenar Damian mentre Batman està ocupat investigant la Cort dels Mussols. Dick es troba amb Starfire en aquesta pel·lícula (com la va anomenar "Kori", coincidint amb la imatge de la pèl-roja del seu telèfon), que el truca i intenta atraure'l a venir al seu lloc.
  - A Batman: Bad Blood, Nightwing es veu obligat a ocupar el lloc de Batman i donarà el seu vestit de recanvi durant el temps que falti. Més tard ajuda a Batman a alliberar-se del condicionament que li va passar Tailia. Tenint en compte la trucada entre ell i Starfire, semblaria que Bludhaven ha tingut tants delictes, no han tingut l'oportunitat de ser íntims en algun moment.
  - A Teen Titans: The Judas Contract, Nightwing és el líder de l'equip, juntament amb Starfire. Assisteix els titans a assumir les amenaces del Brother Blood and Deathstroke.
- A The LEGO Batman Movie, Robin (Dick Grayson) fa temporalment un Batvestit de recanvi a la Batcova, que es diu el vestit "Nightwing" (similar al uniforme de Superman's Nightwing com un ou de Pasqua ), durant la presa del Joker en Wayne Manor, mentre que Batman està atrapat a la zona fantasma.
- A Batman and Harley Quinn, Nightwing és un personatge principal d'aquest film, al costat de Batman i Harley Quinn. Nightwing ajuda a Batman i Harley Quinn intenten aturar-se, l'home farinós (el vilà de la pel·lícula) en la seva malvada trama per convertir tots els humans en persones vegetals. Nightwing és interpretat per Loren Lester i té un relat en relació amb Harley Quinn al llarg de la pel·lícula.
- Una versió feudal del Japó de Nightwing apareix a Batman Ninja.

### Miscel·lània
Barbara Gordon apareix com Nightwing al costat de Batman a la sèrie Smallville. Aquest paper va ser originalment ocupat per Stephanie Brown, però l'editorial de DC va retirar el permís per utilitzar el personatge després que la seva aparició ja fos anunciada i sol·licitada, necessitant que Gordon tornés a substituir-la. Després que Bàrbara sigui reclutada pel Green Lantern Corps com a Llanterna Blava, demana al seu xicot, Dick Grayson, que sigui el seu successor com a Nightwing i es converteixi així en el soci de substitució de Batman. A diferència de les representacions anteriors, Dick no va ser mai el barri de Bruce Wayne i va protegir-se com a Robin, i es va fer referència que era un antic oficial de policia convertit en acròbates de circ que treballa al departament de policia de la ciutat de Gotham.

### Videojocs
- Nightwing (Dick Grayson) apareix a LEGO Batman: The Video Game com un personatge jugable, doblat per James Arnold Taylor.[38]
- Nightwing (Dick Grayson) apareix a Batman: Rise of Sin Tzu com a personatge jugable, doblat de nou per Loren Lester.
- Nightwing (Dick Grayson) apareix al joc MMORPG de DC Universe Online. Ajudarà el jugador en una batalla contra Bane si el jugador està utilitzant un personatge Hero, o atacarà el jugador si utilitza un personatge de Villain. Nightwing també és un dels molts personatges que es poden desbloquejar per utilitzar-los en partits de Legends PvP.
- Nightwing (Dick Grayson) és un personatge descarregable de Batman: Arkham City, amb veu de Quinton Flynn. Nightwing no té cap relació amb la història, ja que es queda enrere per protegir Wayne Manor mentre Bruce Wayne està tancat a Arkham City i Robin (Tim Drake) tracta el brot causat per la sang enverinada del Joker.
- Nightwing (Dick Grayson) és un personatge de DLC jugable en LEGO Batman 2: DC Super Heroes, doblat per Cam Clarke.
- Nightwing és un personatge jugable de Infinite Crisis.
- Nightwing apareix com un lluitador jugable a Injustice: Gods Among Us, doblat per Troy Baker (versió principal) i Neal McDonough (contrapartida fosca alternativa). Dick Grayson és la versió principal, mentre que Damian Wayne és el contrapartida fosca. En la inauguració del mode de història, la versió principal de Nightwing ajuda a Cyborg i Raven a defensar Watchtower d'un assalt dirigit per Lex Luthor. Quan Luthor parla de reconstruir Metropolis, Dick assenyala al vilà. En la realitat alternativa (on té lloc la major part del joc), la contrapartida fosca de Nightwing és part de Superman, el règim opressiu que està en contra de la insurgència de Batman. Quan Nightwing s'enfronta a Batman i Green Arrow, Batman revela que "Nightwing" va matar a Dick i és en realitat Damian. Batman odia a Damian i afirma emocionalment que Dick era el seu veritable fill, per contra, Damian sembla veure Superman com una figura del pare i lleial a la seva causa. Després que el pare derroti el seu fill, Batman li diu a Damian que li ha mort. En el mode Battle Player, Damian s'ha centrat en comptes de Dick. Després de derrotar a Superman, Nightwing comença a desafiar a qualsevol que es creua. Veient la seva capacitat d'inspirar por, Nightwing és triat per un anell de potència groc i reclutat al Sinestro Corps.
- Nightwing (Dick Grayson) apareix com un personatge jugable a LEGO Batman 3: Beyond Gotham i és doblat per Josh Keaton.
- Nightwing (Dick Grayson) està disponible com a personatge jugable a Batman: Arkham Knight, doblat per Scott Porter, com a part de la funció de "joc doble" del joc. També apareix a la història principal on ajuda a Batman a enderrocar el Pingüí, que contrabanda armes a Gotham. Nightwing també protagonitza el seu propi paquet de contes DLC titulat "Bloqueig GCPD" on Nightwing ha d'evitar que el Pingüí escapi del centre de detenció del GCPD. També és presentat en la història del DLC de la temporada d'Infamia d'una missió lateral d'ajudar a Batman a investigar un dirigible d'aterratge de presons de caiguda i aprehender a Killer Croc.
- La versió de Lego Batman Movie de Nightwing es pot reproduir en Lego Dimensions.
- La versió Damian Wayne de Nightwing torna a Injustice 2, també doblat per Scott Porter. No obstant això, Damian utilitza principalment la seva identitat Robin en el joc, mentre que la seva persona de Nightwing apareix com un enemic no jugable en la història que lluita idèntica a Nightwing a Injustice. Tot i això, Robin pot obtenir i equipar el seu equip de Nightwing. L'assassinat de Damian Wayne a Dick Grayson té com a referència diversos personatges com Batman i Starfire, tot i que Damian insisteix que el seu paper en la mort de Dick Grayson va ser involuntari.
- Nightwing "The Aerial Avenger" també està disponible com a personatge de reproducció en "DC Legends" introduït durant el "Titans Month".
- Nightwing és un personatge jugable de Lego DC Super-Villains, doblat per Matthew Mercer.